# 유전자 변형 식품
유전자 변형 식품(Genetically modified food, GE 식품)은 다양한 유전공학 방법을 사용하여 DNA에 변화가 도입된 유기체에서 생산된 식품이다. 유전공학 기술은 선택적 육종이나 돌연변이 육종과 같은 이전 방법에 비해 새로운 형질의 도입은 물론 형질에 대한 더 큰 통제를 허용한다.
20세기 DNA의 발견과 유전공학의 발전은 형질전환 기술의 발전에 결정적인 역할을 했다. 1988년에 유전자 변형 미생물 효소가 식품 제조에 사용하도록 처음으로 승인되었다. 재조합 레넷은 1990년대 몇몇 국가에서 사용되었다. 유전자 변형 식품의 상업적 판매는 Calgene이 실패한 플레버 세이버(Flavr Savr) 지연 숙성 토마토를 처음으로 판매한 1994년에 시작되었다. 대부분의 식품 변형은 주로 콩, 옥수수, 캐놀라, 면화와 같이 농민의 수요가 높은 환금작물에 초점을 맞춰 왔다. 유전자 변형 작물은 병원균과 제초제에 대한 저항성과 더 나은 영양 프로필을 위해 조작되었다. 2000년 황금쌀 생산으로 유전자 변형 식품의 영양가가 더욱 향상되었다. GM 가축이 개발되었으나 2015년 기준 시장에 출시된 제품은 없다. 2015년 기준, 아쿠아어드밴티지 연어는 FDA가 상업적 생산, 판매 및 소비를 승인한 유일한 동물이었다. 인간이 섭취할 수 있도록 승인된 최초의 유전자 변형 동물이다.
향상된 영양 수준, 살충제 및 제초제 저항성, 치료 물질 보유 등 원하는 특성을 위해 암호화된 유전자는 종종 추출되어 대상 유기체로 전달되어 우수한 생존 및 생산 능력을 제공한다. 향상된 활용 가치는 일반적으로 특정 측면에서 소비자에게 이익을 제공한다.
현재 이용 가능한 GM 작물에서 파생된 식품은 기존 식품보다 인간 건강에 더 큰 위험을 초래하지 않지만 각 GM 식품은 도입하기 전에 사례별로 테스트해야 한다는 과학적 합의가 있다. 그럼에도 불구하고 일반 대중은 과학자들에 비해 GM 식품이 안전하다고 인식할 가능성이 훨씬 적다. GM 식품의 법적, 규제적 지위는 국가마다 다르며, 일부 국가에서는 이를 금지하거나 제한하고 있으며, 다른 국가에서는 지리적, 종교적, 사회적 및 기타 요인에 따라 다양한 규제 수준으로 이를 허용하고 있다.

## 같이 보기
- 유전자 변형 작물
- 유전자 변형 생물